# Pachygrapsus
Pachygrapsus Randall, 1840 è un genere di crostacei decapodi appartenenti alla famiglia Grapsidae.

## Tassonomia
In questo genere sono riconosciute 14 specie:
- Pachygrapsus corrugatus (von Martens, 1872)
- Pachygrapsus crassipes Randall, 1840
- Pachygrapsus fakaravensis Rathbun, 1907
- Pachygrapsus gracilis (Saussure, 1858)
- Pachygrapsus laevimanus Stimpson, 1858
- Pachygrapsus loveridgei Chace, 1966
- Pachygrapsus marmoratus (Fabricius, 1787)
- Pachygrapsus maurus (Lucas, 1846)
- Pachygrapsus minutus A. Milne-Edwards, 1873
- Pachygrapsus planifrons De Man, 1888
- Pachygrapsus plicatus (H. Milne-Edwards, 1837)
- Pachygrapsus propinquus De Man, 1908
- Pachygrapsus socius Stimpson, 1871
- Pachygrapsus transversus (Gibbes, 1850)